# Vouzeron
Vouzeron – miejscowość i gmina we Francji, w Regionie Centralnym, w departamencie Cher.
Według danych na rok 1990 gminę zamieszkiwało 441 osób, a gęstość zaludnienia wynosiła 8 osób/km² (wśród 1842 gmin Regionu Centralnego Vouzeron plasuje się na 726. miejscu pod względem liczby ludności, natomiast pod względem powierzchni na miejscu 62.).